# Abul Kasem Fazlul Huq
Pour les articles homonymes, voir Huq.
Abul Kasem Fazlul Huq ou, plus simplement, A. K. Fazlul Huq (en bengali : আবুল কাশেম ফজলুল হক), né le 26 octobre 1873 et mort le 27 avril 1962, est un homme politique bengali. Il est aussi surnommé Sher-e-Bengla (« tigre du Bengale »). Figure politique importante sous le Raj britannique, il lutte pour l'indépendance vis-à-vis du pouvoir britannique. Il a notamment été élu à l'Assemblée législative du Bengale puis est devenu Premier ministre de la région entre 1937 et 1943. 
Il s'est engagé au sein du Congrès national indien et de la Ligue musulmane, jusqu'à obtenir l'indépendance du Pakistan en 1947. Il participe notamment à la résolution de Lahore en 1940. 
Fazlul Huq meurt à Dacca le 27 avril 1962, dans ce qui était alors le Pakistan oriental, qui deviendra en 1971 le Bangladesh.